# Go God Go
"Go God Go" is aflevering 1012 (#151) van South Park van Comedy Central. De aflevering werd voor het eerst uitgezonden op 1 november 2006 op Amerikaanse televisie. "Go God Go" vormt samen met de aflevering "Go God Go XII" één verhaallijn.
Er is nogal wat verwarring geweest over de naam van deze aflevering. Eerst werd Go, God. Go! Part II gebruikt ondanks dat er geen Go, God. Go! Part I is. Toen de aflevering werd uitgezonden stond op de officiële South Park site simpelweg TBA (To Be Announced/Wordt nog aangekondigd). Enkele dagen na de uitzending werd de naam "Go God Go".

## Plot
Cartman is niet in staat om 3 weken te wachten op de release van de Nintendo Wii en hij gebruikt zijn tijd om voor een game-winkel te ijsberen. Lijdend aan slapeloosheid kan Cartman nergens meer aan denken behalve de Wii. Omdat het voor hem onmogelijk lijkt om nog drie weken te wachten bedenkt hij een plan om zichzelf te bevriezen waardoor de tijd voorbij gaat zonder dat hij dat merkt. Omdat Stan Marsh, Kyle Broflovski en Kenny McCormick hem niet willen helpen, richt hij zich tot Butters Stotch, die geen moment aarzelt.
Ondertussen brengt Mrs. Garrison de kinderen evolutie bij, tegen haar wil. Ze heeft een hekel aan deze "theorie" en weet er weinig vanaf. Dat blijkt als ze vertelt over "retarded fish frogs having butt sex with monkeys". Hierdoor krijgt de school klachten van ouders en besluit Principal (directeur) Victoria om Mrs. Garrison te laten vervangen door Richard Dawkins. Al snel krijgen de twee ruzie en Mrs. Garrison besluit om zich te gaan gedragen als een aap en gooit haar eigen uitwerpselen op Dawkins.
Ondanks het poepgooi-incident is Dawkins onder de indruk van Mrs. Garrison en uiteindelijk gaan ze beiden op een date.
Op die date probeert Dawkins Garrison over te halen om atheïst te worden en niet veel later bekeert zij zich ook. Nadat ze seks hebben gehad, verklaart Garrison dat God niet bestaat en deelt dat ook mee aan haar hele klas. Wanneer Stan zegt dat God wel kan bestaan ondanks de evolutietheorie wordt hij door Mrs. Garrison op een stoel gezet en krijgt hij een hoed op met "I have faith" (ik heb geloof).
Ondertussen zoekt Butters naar het lichaam van Cartman, maar hij kan deze niet meer vinden doordat een lawine het landschap heeft veranderd. Hierdoor blijft het lichaam van Cartman 540 jaar bevroren en wordt uiteindelijk ver in de toekomst (2546) ontdooid door mensen uit die tijd: een groep genaamd the United Atheist League (UAL).
Eenmaal in de toekomst maakt Cartman kennis met de nieuwe wereld. In die tijd is iedereen Atheïst en gebruiken ze scheldwoorden als "Science Dammed" en "O my science". En in die tijd worden er geen videospelletjes gespeeld. Echter, er is nog één Wii over in een oud museum. Maar voordat Cartman die kan krijgen, moet hij de UAL eerst de helpen. Er was in zijn tijd een grote gebeurtenis. Maar voordat ze die gebeurtenis kunnen vertellen worden ze door hun rivaal, the United Atheist Alliance (UAA), aangevallen en Cartman wordt door de UAA meegenomen naar hun basis. Daar krijgen ze via een megacomputer contact met the Allied Atheist Allegiance (AAA). Een groep die uit pratende zeeotters bestaat. De UAA zegt dat zij het Time Child (Tijdkind/TC) hebben. De leider der otters vertelt Cartman dat hij hem persoonlijk zal vermoorden en dan trekken de zeeotters ten strijde. Wordt vervolgd.

## Culturele verwijzingen
- Op het eind zegt een otter "So it begins". Dat is een verwijzing op The Lord of the Rings: The Two Towers. Dat zinnetje wordt ook gebruikt als de Slag om Helmsdiepte gaat beginnen.